# Quilicanta
Quilicanta (Cuzco, ¿?-Santiago de Chile, 11 de septiembre de 1541) fue el gobernador incaico (apunchic) de Quillota, convertida en 1536 en el centro administrativo del wamani (provincia incaica) de Chile, que comprendía el territorio entre los ríos Choapa y Maipo, incluido el valle del río Mapocho (Chile), durante la invasión española al Collasuyo en 1541. Algunos investigadores modernos, como el arqueólogo Rubén Stehberg, han sugerido que el centro real era la ciudad inca de Mapocho, que fue borrada de la historia por Pedro de Valdivia para poder construir sobre de ella la ciudad de Santiago de Nueva Extremadura.

## Guerra civil inca
La expansión hacia el sur fue continuada por Huayna Cápac, que recorrió todo el territorio anexado, especialmente el valle de Coquimbo, Quillota, Aconcagua y Mapocho. En el Valle de Chile invistió como curaca (su representante ) a los jefes locales Michimalonko y Tanjalonko, dejando en un segundo plano al gobernador cuzqueño Quilicanta. Probablemente este Inca organizó definitivamente la extracción del tributo en oro de Marga Marga, que debían enviar anualmente al Cuzco los curaca de Aconcagua, y la división del señorío político del valle en dos mitades: valle superior e inferior, quedando este último subordinado al primero.
Cieza de León, afirmaba que la visita de Huaina Cápac a Chile duró un año, consolidando la autoridad imperial. Dejó mitimaes bien instalados y trasladó mucha gente de Chile a otros territorios. Ordenó que en muchos lugares se difundieran relatos orales o "memorias", seguramente con ayuda del "khipu", recordando sus conquistas. J.V. Murra ha encontrado en documentos de 1567, testimonios de señores Lupaca sobre el traslado de mitimaes de este grupo étnico del Collasuyo (altiplano boliviano) hacia Chile.
Al estallar la guerra civil con Atahualpa en el Perú, Huáscar retira la mayor parte de las tropas del Collasuyo, por lo que se sublevan los promaucaes entre Aconcagua y Maule, y recuperan su independencia. Una expedición punitiva dirigida por el primo de Huáscar es enviada, pero la frontera imperial retrocede definitivamente hacia el río Maipo (Angostura de Paine). En Quillota residía el inca Quilicanta, en el valle de Coquimbo (La Marquesa)[cita requerida] el gobernador Anién y en Mapocho el curaca Butacura, mantenidos como gobernadores cuzqueños respaldados por mitimaes y jefes locales.
Tras el fallecimiento de Atahualpa y Huáscar, llega deportado por robo Calvo de Barrientos, quien es recibido en excelentes condiciones por Michimalonko, que lo convierte en su jefe militar contra los incas. Calvo de Barrientos enseña tácticas militares españolas al curaca y sus tropas.

## Expedición de Diego de Almagro
Cuando Almagro y sus tropas llegan al valle de Coquimbo, estos son recibidos por el gobernador Inca Anien, pero sabiendo el español que había asesinado injustamente a tres de sus hombres, lo apresa y quema vivo en la hoguera junto a treinta jefes locales. Luego Quilicanta lo recibe en Aconcagua, pero apenas Almagro se retira al Perú, Michimalonco y Tangalonco se sublevan contra Quilicanta, quien debe huir al mitimae de Colina y posteriormente al de Mapocho. Quilicanta establece entonces una alianza con el jefe de La Ligua para mantener la guerra contra Michimalonco en Aconcagua.

## Llegada de Valdivia al valle del Mapocho
Varios curacas picunche fueron invitados al primer parlamento de paz hecho en el valle del Mapocho entre Pedro de Valdivia  y los picunches de la zona central del Chile actual, hacia fines de 1540, antes de la fundación de Santiago. Entre otros importantes personajes picunches e incas que también asistieron a esa cita se encontraba el curaca  Butacura, Quilacanta, Huelen Huara y Michimalonco. Este último en septiembre del siguiente año destruirá la recién fundada colonia de Santiago como venganza contra Pedro de Valdivia, por el secuestro y extorsión del que sería víctima por parte del español en el cual tuvo que entregar sus lavaderos de oro como paga de su liberación. Los picunches en esa época habitaban en caseríos dispersos en la zona de Maipú y los territorios del oeste por el río Maipo hasta la costa y también la zona del valle del cachapoal desde el paso de angostura hasta el río homónimo al valle.

## Sublevación promauca
Cuando Pedro de Valdivia fundó Santiago de Nueva Extremadura, Quilicanta fue obligado a abandonar Quillota, donde residía, para refugiarse en Colina, al norte de Santiago. El príncipe y los curacas del valle de Maipo se sometieron a Pedro de Valdivia, pero Michimalonco puso sobre las armas el valle de Aconcagua y consiguió la adhesión de los promaucaes (enemigos sometidos, así son llamados en quechua los picunches por haber opuesto resistencia), gente hablante de mapudungun que ocupaba el territorio entre la Angostura de Paine y el río Maule.
El resultado fue que estos curacas, que habían sostenido una prolongada guerra con Michimalonco, se reconciliaron con él y le ofrecieron su cooperación. De este modo, los españoles quedaron completamente aislados, y sólo pudieron contar con la ayuda de los indios que habían traído del Perú. El odio de los promaucaes se dirigió, en primer término, en contra de estos, y no podían dejarse ver en ninguna parte, pues eran agredidos y ultimados de inmediato. De este modo se privó a los españoles de sus fuerzas de trabajo, o al menos, ellas sólo podían operar cuando estaban debidamente protegidas.
Michimalonco, que se negó a aceptar el ofrecimiento de paz que le hiciera Valdivia, fue atacado por este en mayo de 1541 en Paidahuén, al norte de la ciudad de Los Andes, donde había transformado su parcialidad en una formidable fortaleza, la que fue conquistada. Para salvarse, el habiloso toqui le ofreció un riquísimo lavadero de oro: fue el de Marga-Marga. Para explotarlo, Valdivia se adjudicó el valle de Aconcagua como encomienda y empleó a sus indios para producir oro. En ese valle no fueron concedidas mercedes de tierras hasta fines del siglo XVI. Los placeres auríferos de Marga-Marga (situados en el curso superior del estero de Viña del Mar) permitieron al gobernador financiar la conquista del país. El empleo de los indios en esas faenas fue la causa de un formidable levantamiento, iniciado por Trangolonco y continuado por Michimalonco y los promaucaes. Michimalonco atacó e incendió Santiago con 10 000 guerreros mientras don Pedro de Valdivia atacaba a los indios del sur, pero los españoles resistieron y lograron imponerse. El levantamiento terminó finalmente en 1543 con la conquista Por parte de Pedro de Valdivia de tres fuertes que Michimalonco mantenía en la cordillera andina del río Aconcagua. El toqui se vio obligado a huir al valle del Limarí, donde forjó una alianza mapuche-diaguita que enfrentó a los españoles hasta 1544 con la derrota sufrida en la batalla del Limarí.

## Muerte
Inés Suárez acorralada en el pucará existente en la cima del cerro Blanco decapitó por su propia mano a Quilicanta y al resto de los curacas tomados como rehenes, arrojando después sus cabezas a los atacantes. Éstos, viendo la brutalidad de Inés Suárez, abandonaron la lucha. Gerónimo de Vivar fue testigo de dicha acción. 

Oyó estas voces doña Inés Suárez, que estaba en la misma casa donde estaban presos, y tomando una espada en las manos se fue determinadamente para ellos y dijo a los dos hombres que los guardaban, llamados Francisco Rubio y Hernando de la Torre que matasen luego a los caciques antes que fuesen socorridos de los suyos. Y diciéndole Hernando de la Torre, más cortado de terror que con bríos para cortar cabezas:*Señora, ¿de qué manera los tengo yo de matar?Respondió ella:*Desta manera.Y desenvainando la espada  los mató a todos con tan varonil ánimo como si fuera un Roldán o Cid, Ruy Díaz. 

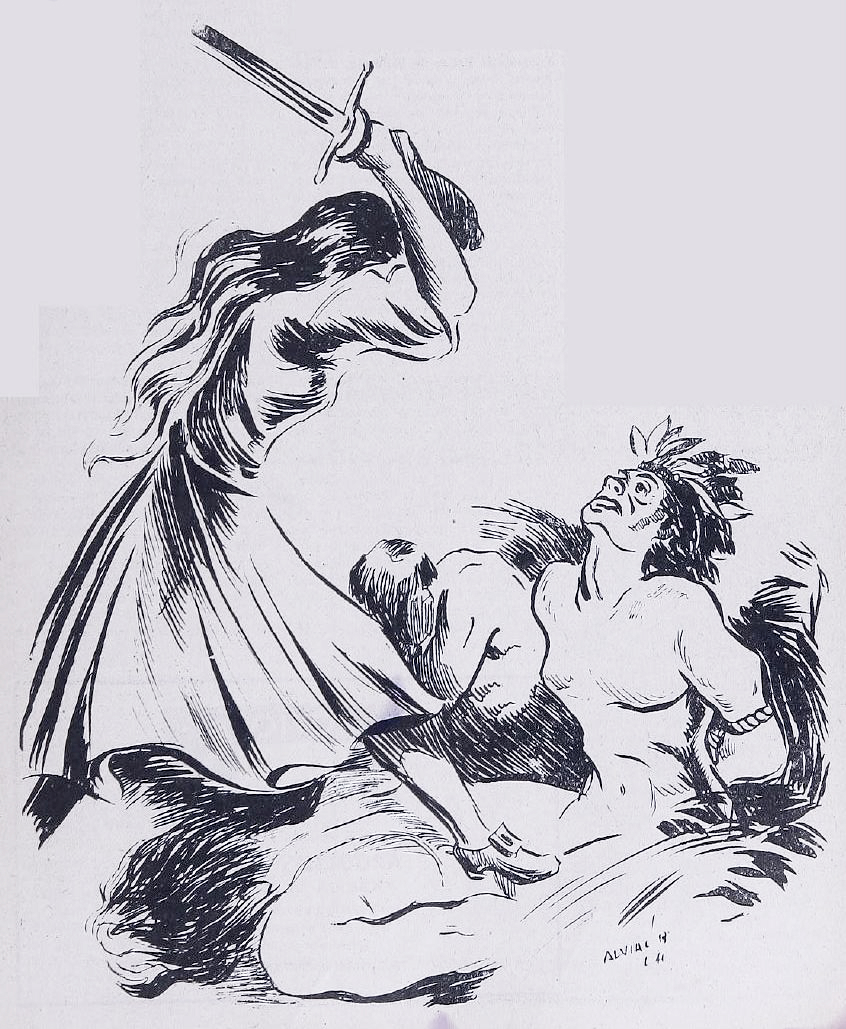
Inés Suárez durante la decapitación de Quilicanta.

No me acuerdo yo haber leído historia en que se refieran tan varoniles hazañas de mujeres como las hicieron algunas en este reino, según constará por el discurso de la nuestra, donde verá el lector haberse hallado algunas en Chile que sepueden comparar con aquella famosísima Alartesia y Lampeda, que ganaron por sus personas, antiguamente, la mayor parte de la Europa y algunas ciudades de Asia, y no con la certidumbre de las que hablamos, pues las historias que tratan de aquellas y otras semejantes mujeres belicosas, como Oritia, Minitia Harpálica, Pentesilea, Hípólita y Harpe, no son tan auténticas ni tienen tantos fundamentos de credulidad; y desta doña Inés Suárez y sus hechos y de las demás mujeres de que hago mención en esta historia, hay muchos testigos le vista muy fidedignos y de autoridad en mayores cosas que son hoy vivas y lo afirman todos unánimes en lo que atestiguan. Habiendo, pues, esta señora quitado las vidas a los caciques, dijo a los dos soldados que los guardaban que, pues no habían sido ellos para otro tanto, hiciesen siquiera otra cosa, que era sacar los cuerpos muertos a la plaza para que viéndolos así los demás indios cobrasen temor de los españoles. Eso se puso luego en ejecución, saliendo los dos soldados a pelear en la batalla, la cual duró gran parte del día, corriendo siempre sangre por las heridas que se recibían de ambos bandos
Pedro Mariño de Lobera